# Ядринмолоко
«Ядринмолоко» — российское предприятие молочной промышленности, градообразующее предприятие города Ядрин, Выпускает молоко, кефир, йогурт, ряженку, сметану, творог, различные кисломолочные продукты.
Первый пункт приема молока в городе был открыт в 1931 году. Решение о начале строительства Ядринского маслодельно-сыродельного завода было принято в 1934 году, строительство было завершено через два года — в 1936 году. Директором завода в предвоенные годы был Никита Степанов (во время Великой Отечественной войны ушёл на фронт).
В послевоенные годы ассортимент продукции расширен, сырные изделия отправлялись в Москву и Московскую область, Канаш и Горький.
В 1982 году директором предприятия назначен Пётр Сайкин.
В 1997 году предприятие акционировано. В 2003 году директором стал Николай Малов. В 2000-е годы предприятие закупило новое оборудование, обеспечившее увеличение мощности переработки до 80 тонн сырья.
По состоянию на 2010-е годы завод занимал около 10 % рынка молочной продукции Чувашии. Объём реализации за 2010 год составил 414 млн руб., в том числе от реализации промышленной продукции — 408 млн руб., реализации покупных товаров — 5,5 млн руб., оказания услуг — 455 тыс. руб., прочих видов деятельности — 158 тыс. руб. Объём отгруженной продукции вырос к уровню 2009 года на 43,6 %.
В 2012 году владельцем 100 % акций стал Роман Малов. Пущен новый молокозавод в Ядрине с суточным объёмом выпуска 200 тонн молочной продукции. В том же году часть продукции переведена на торговую марку «Наша Корова», освоен выпуск молока в ПЭТ-бутылках и кувшинах «Эколин», расширен ассортимент кисломолочной продукции, появилась линейка традиционных кисломолочных продуктов (турах, варенец, бифидок, кисломолочная закваска).
В 2019 году смонтирована новая пастеризационно-охладительная установка, повысившая среднесуточную переработку сырья до 450 тонн; установлены автомат «Сигнал-Пак» для фасовки зернистого творога в пакеты с плоским дном (40 пакетов в минуту) и автомат «АРМ» для фасовки творога и масла в брикеты (70 брикетов в минуту). В 2021 году установлена вторая линия фасовки в ПЭТ-бутылки, мощность производства доведена до 16 тыс. бутылок в час.